# Афродизијак
Афродизијак су бројна јела, пића или друге супстанце које субјективно подстичу сексуалну жељу или објективно појачавају сексуални нагон. Могу бити психофизиолошки (побуђују чула вида, додира, мириса или слуха) или интерни (јело, пића, лекови, љубавни напици, медицински препарати). Многа од ових јела и пића подстичу и појачавају сексуалну потентност пре на основу аутосугестије, него органски, физиолошки.